# 38. Sinfonie (Michael Haydn)
Die Sinfonie Nr. 38 F-Dur Perger 30, MH 477, komponierte Michael Haydn im Jahr 1788.

## Zur Musik
Besetzung:  zwei Oboen, zwei Hörner in F, C, 2 Violinen, Viola, Cello, Kontrabass. Zur Verstärkung der Bass-Stimme wurden damals auch ohne gesonderte Notierung Fagott und Cembalo (sofern im Orchester vorhanden) eingesetzt, wobei über die Beteiligung des Cembalos in der Literatur unterschiedliche Auffassungen bestehen. 

Aufführungszeit: ca. 9–10 Minuten.

### 1. Satz: Allegro molto
F-Dur, 4/4-Takt, 170 Takte 

Der Satz ist in Sonatensatzform geschrieben, ohne Wiederholung der Exposition. Das 1. Horn hat einige eher hohe Noten in der Reprise.

### 2. Satz: Andantino
C-Dur, 3/4-Takt, 72 Takte 

Einfach zweiteilige Form. 

### 3. Satz: Finale: Allegro scherzante
F-Dur, 2/4-Takt, 156 Takte 

Der Satz ist ein Rondo.